# Royal Greys BSC
Royal Greys BSC est un club belge de baseball basé à Anvers qui évolue dans le Championnat de Belgique de baseball, la division d'élite de ce sport en Belgique.

## Histoire
Le club est basé à Anvers dans le quartier de Merksem.

## Palmarès
- Champion de Belgique : 2005, 2006, 2007 et 2008